# Gomorrha – Reise in das Reich der Camorra
Gomorrha – Reise in das Reich der Camorra ist ein italienischer Spielfilm des Regisseurs Matteo Garrone aus dem Jahr 2008. Der Film setzt sich mit der Camorra in der italienischen Stadt Neapel auseinander und basiert auf der gleichnamigen Vorlage des Autors Roberto Saviano. Premiere feierte der Film bei den Internationalen Filmfestspielen von Cannes 2008. In den deutschen Kinos startete der Film am 11. September 2008.

## Handlung
Der Film spielt in der italienischen Stadt Neapel und der Region Kampanien, zu der die Provinzen Caserta und Neapel gehören. Das Leben der Menschen wird dominiert durch Macht, Geld und Blut und ist in der festen Hand der Camorra.
Gomorrha besteht aus fünf Handlungssträngen, von denen zwei (Totò und Don Ciro) eng miteinander verwoben sind, während die anderen jeweils unabhängig voneinander sind.

### Storia di Totò
Im sozialen Brennpunkt Scampìa liefern sich die Clans Scissionisti di Secondigliano und Clan Di Lauro eine Fehde. In diesem Umfeld wächst der dreizehnjährige Totò auf, ganz im Bann einer verheißungsvollen Zukunft in der Welt der organisierten Kriminalität. Da sein Vater im Gefängnis sitzt, wird der Lebensunterhalt von Totò und seiner Mutter durch den Clan Di Lauro finanziert: der Clan zahlt ihnen die so genannte mesata, eine Art Rente. Auch Totò entscheidet sich dafür, für den Clan Di Lauro zu arbeiten, während sein bester Freund Simone sich den Scissionisti anschließt. Um nicht zwischen die Fronten dieser Clans zu geraten, müssen die beiden ihre Freundschaft aufkündigen. Totò wird zunächst als Drogenkurier und Wachposten eingesetzt. Um zu beweisen, dass er wirklich für den Clan arbeiten will, soll er Simones Mutter Maria in einen Hinterhalt locken. Vergeblich versucht er, ihre Tötung zumindest aufzuschieben.

### Storia di Don Ciro e Maria
Dieser Handlungsstrang thematisiert die so genannte Faida di Scampia, die Fehde zwischen den beiden rivalisierenden Clans. Dargestellt wird dieser Aspekt vor allem an Don Ciro und Maria.
Don Ciro ist ein Buchhalter der Camorra. Er zahlt den Angehörigen toter oder inhaftierter Mitglieder des Familien-Clans Geld zum Lebensunterhalt, die sogenannte semmana, aus und muss in dieser Funktion von Haus zu Haus des Viertels gehen. Nach der Eskalation der Gewalt und der Verschlimmerung der Situation im Viertel werden die Zahlungen knapper und Abtrünnige erhalten kein Geld mehr. Auf Grund der immer schärfer werdenden Rivalität zwischen den Clans gerät auch Don Ciro zwischen die Fronten, er wird überfallen und schließlich Zeuge eines Mordes, so dass er sich zuletzt nur noch mit einer Schutzweste auf die Straße traut und von seinem Boss lieber eine andere Aufgabe bekommen würde. Schließlich verrät Don Ciro nach mehreren Drohungen seinen Clan an die rivalisierende Seite. Als Gegenleistung wird er verschont, als man Mitglieder des Clans Di Lauro hinrichtet.
Maria, die auch die monatlichen Zahlungen des Clans Di Lauro erhält, wird, nachdem sie zunächst als Warnung kein Geld mehr bekommt, umgebracht, weil ihr Sohn Simone zum Clan der Scissionisti übergewechselt ist.

### Storia di Franco e Roberto
Franco ist als Vermittler unternehmerisch auf dem Gebiet der "Entsorgung" von giftigen Abfällen tätig. Einem norditalienischen Konzern bietet er die Entsorgung ihrer Abfälle zu halbierten Kosten und mit allen offiziellen Zertifizierungen an. Die Unternehmer akzeptieren, wohl wissend, dass die Entsorgung in illegalen Deponien in Kampanien stattfinden wird. Franco und dessen technisch versierter Handlanger Roberto versuchen einen geeigneten Ort für die Entsorgung ausfindig zu machen. Die Wahl fällt schließlich auf einen Steinbruch.
Während eines Unfalls mit den Giftfässern in diesem Steinbruch verletzen sich mehrere Arbeiter an ätzender Säure. Die verbliebenen LKW-Fahrer protestieren und es kommt zu einem Tumult. An eine Wiederaufnahme der Arbeit ist nicht zu denken. Kurzerhand engagiert Franco Kinder im Alter von acht bis zehn Jahren, die die LKWs mit ihrer Ladung zum Bestimmungsort bringen und dort abkippen.
Eine Familie kleiner Grundbesitzer in wirtschaftlichen Schwierigkeiten bietet Franco ihr Land an. Dort sollen Giftmüllfässer deponiert werden. Die Familie bekommt für jede LKW-Ladung Fässer hundert Euro. Nach einem Besuch dort schenkt die alte Bäuerin Roberto eine Kiste mit Pfirsichen. Während der Rückfahrt weist Franco Roberto an, diese wegzuwerfen, da die Pfirsiche angeblich stinken würden, es jedoch klar ist, dass diese vom Giftmüll verseucht sind. Angewidert von der Situation wendet sich Roberto von Franco ab und steigt aus, obwohl Franco ihn überzeugen will, dass ihre Arbeit für den wirtschaftlichen Aufschwung Kampaniens nötig sei, und darüber hinaus auch im übrigen Italien Arbeitsplätze sichern würde. Roberto geht eine einsame Straße entlang, während Franco zum Auto zurückkehrt.

### Storia di Pasquale
Pasquale ist von Beruf Schneider für die Haute Couture in einer kleinen Fabrik und gilt als kreativer Kopf des Unternehmens, für das er dennoch nur für einen Hungerlohn schwarz arbeitet, während sein Arbeitgeber unter dem Druck der Camorra steht. Er wird von einem chinesischen Unternehmer angeworben, der ihm für die heimliche Ausbildung von chinesischen Arbeitern zweitausend Euro pro Unterrichtsstunde zahlen will. Diese Arbeiter überschütten ihn mit Beifall und Ehrungen. Da sich dieses Unternehmen in Konkurrenz zur Camorra befindet, fahren die Chinesen Pasquale im Kofferraum eines Autos zu ihrer Fabrik. Trotzdem erfährt die Camorra von Pasquales „Verrat“ und verübt zur Warnung einen Anschlag auf das Auto, das ihn transportiert. Auf Grund seiner jahrelangen treuen Dienste darf er überleben, gibt aber das Schneiderhandwerk auf und verdingt sich stattdessen für den Clan als LKW-Fahrer. Unterwegs sieht er im Fernsehen die Schauspielerin Scarlett Johansson auf dem roten Teppich des Filmfestivals in Venedig, die ein Kleid trägt, welches er zuvor geschneidert hatte.
Anhand dieses Handlungsstranges zeigt der Film zum einen den gnadenlosen und von der Camorra kontrollierten Konkurrenzkampf der Schneiderwerkstätten um die Aufträge der berühmten Modehäuser, zum anderen den Versuch chinesischer Textilproduzenten, auf dem Markt für Haute Couture Fuß zu fassen.

### Storia di Marco e Ciro
Marco und Ciro sind zwei junge Straftäter aus dem Umfeld des Clan dei Casalesi. Sie träumen davon, einmal mächtige Gangster zu sein, und spielen Szenen aus dem Film Scarface nach. Als sie auf eigene Rechnung bei einem Raubüberfall Drogen erbeuten, bekommen sie von den mächtigen Camorrabossen eine Warnung. Diese wird von den beiden allerdings in den Wind geschlagen. Im Anschluss daran heben sie ein verstecktes Waffenarsenal der Camorra aus. Kurz darauf bekommen sie eine zweite Warnung: Sie sollen die Waffen zurückgeben. Sie bringen aber weder die Waffen zurück noch beenden sie ihre Raubzüge. Von einem der Mitglieder des Clans werden sie schließlich in eine Falle gelockt und hingerichtet.

## Realisierung
Die filmische Umsetzung von Teilen der Buchvorlage will nichts beschönigen, sondern schonungslos die alltägliche Realität im Einflussbereich der Camorra abbilden. Dennoch enthält sich der Film einer Interpretation oder Kommentierung und einer moralischen Wertung oder gar Anklage, sondern stellt anhand der fünf einzelnen Episoden schlaglichtartig verschiedene Aspekte des Systems „Camorra“ und seines Einflusses auf das Leben der Menschen dar. Hierbei entsteht auch kein idealisiertes oder verklärendes Bild der Paten und ihrer kriminellen Organisation; vielmehr steht die Lebenswirklichkeit ärmerer Gesellschaftsschichten und der unteren hierarchischen Ebenen der Camorra im Mittelpunkt, die nahezu dokumentarisch nüchtern beobachtet werden.

### Drehbuch und seine Unterschiede zum Sachbuch
Auch wenn der Film in das Genre Spielfilm eingeordnet ist, so basiert er doch ausschließlich auf realen Begebenheiten und den Recherchen des Autors Roberto Saviano. Beispielsweise liegt dem Mord an Maria die Ermordung von Carmela Attrice, der Mutter eines Abtrünnigen, zugrunde. Die Episode um den Schneider Pasquale hat dieser Saviano selbst erzählt, während die Storia di Franco e Roberto auf eigenen Erlebnissen des Autors beruht: zufällig hatte er den Stakeholder Franco kennengelernt und begleitete ihn einige Zeit, wobei Saviano detailreiche Einblicke in das Geschäft der illegalen Müllentsorgung machen konnte.
Zwischen Buch und Film gibt es Unterschiede hinsichtlich Intention und Darstellungsweise. Beide Medien stehen aber nicht in Konkurrenz zueinander, sondern ergänzen sich gegenseitig. Das Buch ist in erster Linie eine Dokumentation und will die wirtschaftlichen und organisatorischen Strukturen der Camorra offenlegen. Unternehmerische Verbindungen des Systems werden ebenso analysiert wie die soziale Dimension, d. h. die Unterwanderung der Gesellschaft durch die organisierte Kriminalität. Es will informieren, nennt Namen, klagt an. Die Mechanismen der organisierten Kriminalität werden vor allem unter dem Aspekt des Business betrachtet.
Der Film hingegen ist keine Reportage, aus diesem Grund gibt es – anders als im Buch – auch keinen Ich-Erzähler. Der Schwerpunkt liegt auf dem menschlichen Aspekt: auf den Menschen und ihren Emotionen, auf ihren Entscheidungen und den damit verbundenen Konsequenzen. Daraus entstehen Porträts von auf verschiedene Weise in das System involvierten oder darin verstrickten Charakteren. Die Realität wird anhand von Szenen dargestellt, die zwar fiktiv sind, aber sich genauso hätten ereignen können, weil das ihnen zugrunde liegende Prinzip wahr ist. Die Schauspielerin Maria Nazionale sagt dazu, dass „alles, was man im Film sieht, aus Bruchstückchen der Wahrheit zusammengesetzt ist“. Ziel war es, dieses „System von innen heraus dar[zu]stellen. ‚Gomorrha‘ ist kein Film gegen die Camorra, sondern ein Film über die Camorra.“ Die Darstellung der Menschen und ihrer Schicksale soll den Zuschauer auf emotionaler Ebene ansprechen, ihm die Inhalte des Buches anhand der Kraft der Bilder nahebringen. Das Buch klärt auf, 'macht wissend', der Film vertieft dieses Wissen, indem er es mit Gefühlen verknüpft.
Entsprechend der Buchvorlage versuchte Garrone Archivmaterial von Angelina Jolie auf dem roten Teppich der Oscarverleihung in seinen Film einzubinden. Das Material wurde von der Academy of Motion Picture Arts and Sciences allerdings nicht freigegeben, woraufhin der Regisseur Aufnahmen von Scarlett Johansson im Rahmen des Filmfestivals in Venedig verwendete. Johansson erfuhr erst nach der Veröffentlichung des Films von der Verwendung ihres Bildes.

### Dreharbeiten
Der Film wurde zu einem großen Teil an authentischen Orten gedreht, so zum Beispiel in Neapels Vorort Scampia, wo die heruntergekommene Hochhaussiedlung Le Vele (so genannt wegen ihrer an Segel erinnernden Silhouette) steht, oder in der Peripherie der Stadt. Wie der Regisseur Matteo Garrone erklärt, habe man für die Dreharbeiten an Originalschauplätzen kein Geld gezahlt. Aus Sicherheitsgründen wurde jedoch während der Aufnahmen nicht der richtige Titel genannt, sondern es wurde unter dem Decknamen Sei storie brevi (deutsch: Sechs kurze Geschichten) gefilmt und es hieß, dass der Film von Tagesereignissen aus den Nachrichten inspiriert worden sei. Trotz dieser Vorsichtsmaßnahme ist es bekannt gewesen, dass es sich um Gomorrha handelte. Anfangs wollten die Clans zwar das Drehbuch lesen und ihr Veto einlegen, es kam aber nie zu irgendwelchen Zwischenfällen. Die Camorra hat die Dreharbeiten sozusagen 'abgesegnet', denn nach vielen Negativschlagzeilen kam ihr wahrscheinlich ein positives Medienecho gelegen. Außerdem übt das Kino eine große Anziehungskraft auf die Menschen aus, so dass sie davon begeistert waren, an der Realisierung beteiligt zu werden. Sie wurden als Statisten eingesetzt oder übernahmen (Neben-)Rollen, gaben dem Filmteam Tipps oder beurteilten die gedrehten Szenen am Monitor der Kamera hinsichtlich ihrer Authentizität.

### Gestalterische Aspekte
Neben dem Kameramann Marco Onorato hat der Regisseur Matteo Garrone oft auch selbst gefilmt. Durch die Verwendung einer Handkamera in vielen Szenen konnte er dicht am Geschehen bleiben, was – besonders in turbulenten Sequenzen – dem Zuschauer Nähe vermittelt. Diese Wirkung wird auch durch viele Nahaufnahmen erzielt. Garrone wollte durch die Bilder das Empfinden der Charaktere widerspiegeln, so soll zum Beispiel die Verwendung vieler Totalen in den Szenen mit Marco und Ciro ein Gefühl der Freiheit suggerieren und ihre fehlende Unterordnungsbereitschaft symbolisieren.
Bei Außenaufnahmen wurde das Set nie zusätzlich ausgeleuchtet. Fahle Farben verstärken das Gefühl von Trostlosigkeit, das bereits durch die Wahl der Drehorte entsteht. Bevorzugt wurden lange Sequenzen mit möglichst wenigen Schnitten. Die verschachtelte Montage soll auf die in ähnlicher Weise organisierte Struktur der Camorra hinweisen. Diese Bruchstückhaftigkeit der Erzählweise bewirkt, dass der Zuschauer die einzelnen Handlungsstränge nicht ganz einfach verfolgen kann: auch dies ist eine Analogie zur Realität, in der der Mikrokosmos des organisierten Verbrechens für Außenstehende undurchsichtig erscheint.
Die Regie Garrones ist sehr nüchtern und lässt den Akteuren viel Spielraum bei der Gestaltung der Rolle, was die Glaubwürdigkeit der Szenen erhöht. Besonders die Laiendarsteller mussten nicht mimen, sondern durften einfach sie selbst sein.

### Schauspieler
Neben professionellen Schauspielern sind viele Rollen des Films mit Laiendarstellern aus der Gegend besetzt worden, so zum Beispiel der Junge Totò oder die Jugendlichen Marco und Ciro. Manche von ihnen hatten bereits in Amateurtheaterprojekten u. Ä. mitgewirkt, für andere war es aber die erste schauspielerische Erfahrung. Ein Teil dieser Darsteller steht sogar in mehr oder weniger enger Beziehung zur Camorra, einer von ihnen verbüßt deswegen seit Juli 2008 eine zweijährige Haftstrafe, ein anderer ist am 11. Oktober 2008 festgenommen worden. Ihnen allen ist gemein, dass sie zumeist am Drehort gecastet wurden und mit dem Milieu vertraut sind, was der möglichst realitätsnahen Darstellung zugutegekommen ist.

### Sprache
Zur Authentizität trägt ebenfalls bei, dass in der italienischen Originalfassung alle Darsteller so sprechen, wie im wirklichen Leben (soziolinguistischer Aspekt). Überwiegend wird in neapolitanischem Dialekt gesprochen, aber auch dessen regionale Varianten kommen vor. Marco und Ciro machen sich darüber lustig, dass der Boss, der sie bedroht, den Dialekt von Casal di Principe spricht. Darüber hinaus werden viele Ausdrücke und Redewendungen aus dem Jargon des lokalen organisierten Verbrechens benutzt. In Italien lief der Film mit schriftsprachlichen Untertiteln.

### Filmmusik
Bei der in Gomorrha verwendeten Musik handelt es sich um so genannte On-Musik, also Musik, die in der Handlung von den Personen gehört wird, so beispielsweise im Autoradio. Es handelt sich vorwiegend um musica neomelodica neapolitanischer Interpreten wie Raffaello, Alessio und Rosario Miraggio. Dadurch, dass nur Geräusche und Musik der Umgebung verwendet wurden, wird beim Zuschauer das Gefühl erzeugt, näher am Ort der Handlung zu sein. An manchen Stellen steht die Musik im starken Gegensatz zu brutalen Szenen, die dadurch alltäglich und banal wirken und so dem Zuschauer die Gewalt noch eindringlicher vor Augen führen.
Um den Zuschauer nicht in der Interpretation der Handlung zu beeinflussen, benutzte Garrone bewusst keine Filmmusik im engeren Sinne, die Handlung und Dialoge kommentiert oder deutet. Er berichtete in einem Interview, dass die Unterlegung des Films mit einem Soundtrack (d. h. Off-Musik) dazu geführt hätte, ihn „in eine Komödie“ zu verwandeln, da die emotionale Beeinflussung des Zuschauers im Widerspruch zur Aussage der Bilder gestanden hätte. Die einzige Ausnahme stellt das Instrumentalstück Herculaneum dar, der eigens für den Abspann des Films von Robert Del Naja und Neil Davidge komponiert worden ist.

### Soundtrack
- Macchina 50, Rosario Miraggio
- Esageratamente, Anthony
- La nostra storia, Raffaello
- O' schiavo e o' re, Nino D’Angelo
- Ma si vene stasera, Alessio
- Xiao cheng gu shi, Teresa Teng
- Brava gente, Nino D’Angelo
- Must pray, Pieter Vercampt
- Sadeness (Part I), Enigma
- I feel the love, Lovematic
- Play my music, Sandy Chambers
- Un giorno d’amore, Daniele Stefani
- L’amica di mia moglie, Tommy Riccio
- Herculaneum, Massive Attack

## Kritiken

### In Italien
Die italienische Wochenzeitschrift L’Espresso schrieb in ihrer Ausgabe vom 22. Mai 2008: „Gomorrha, ein prächtiger Film, ist das Gegenteil des Buches. […] Während das Buch informiert und aufdeckt, anklagt und protestiert, ist der Film eine anthropologische Studie, […] eine Analyse der Kriminalität als Existenzform und Lebensweise.“

### In der deutschsprachigen Presse
Susan Vahabzadeh zeigte sich in der Süddeutschen Zeitung von der Verfilmung des Sachbuchs wenig angetan. Sie kritisierte, der Regisseur erzähle die Geschichten aus dem Buch „nach, ineinander verwoben, aber er hat ihnen nichts hinzuzufügen.“ In die tageszeitung stellte Cristina Nord ebenfalls den erzählerischen Umgang mit der kriminellen Organisation heraus: „‚Gomorrha‘ ist kein Film der lauten Empörung, sondern des kalten Registrierens.“ Die filmische Umsetzung des Sachbuchs hebt Dominik Kamalzadeh in Der Standard hervor und lobt die „visuell oft verblüffenden Einstellungen, die den Sozialrealismus des Films auf fast surreale Weise erweitern“ Der Film erhielt überwiegend positive Kritiken. Julia Pühringer lobte in der österreichischen Tageszeitung Kurier die „völlig unreißerisch, gleichzeitig auf unprätentiöse Art einfallsreich inszenierte Darstellung“ der Camorra und resümiert: „Was für ein Film.“

## Auszeichnungen
Gomorrha war im Jahr 2008 in Cannes nominiert für die Goldene Palme und gewann den Großen Preis der Jury, der von Roman Polański überreicht wurde. Außerdem gewann Gomorrha den „Premio città di Roma – Arcobaleno Latino“ 2008, ein Preis, der vom italienischen Regisseur Gillo Pontecorvo angeregt wurde und anspruchsvolle Spielfilme würdigen soll. Die Auszeichnung wurde am 23. Mai 2008 in Cannes von Matteo Garrone entgegengenommen.
Als bester italienischer Film wurde Gomorrha mit dem David di Donatello ausgezeichnet. Darüber hinaus erhielt der Regisseur Matteo Garrone im Juli den italienischen Filmpreis „Premio Palmi 2008“ für seine Arbeit. Die ANICA, der nationale Verband der italienischen Filmproduzenten, hat Gomorrha am 24. September 2008 einstimmig dazu bestimmt, Italien bei der nächsten Oscar-Verleihung in der Kategorie Bester ausländischer Film zu repräsentieren.
Bei Bekanntgabe der Nominierungen für den Europäischen Filmpreis 2008 erhielt Garrones Film fünf Nominierungen und führte das Favoritenfeld gemeinsam mit seinem Landsmann Paolo Sorrentino (Il Divo) an. Bei der Verleihung am 6. Dezember 2008 konnte der Film alle seine Nominierungen in Siege umsetzen und Gomorrha erhielt den Preis für den besten europäischen Film des Jahres, Regie, Darsteller (Toni Servillo), Drehbuch und Kamera.
Im Rahmen der Frankfurter Buchmesse 2008 haben Roberto Saviano und Matteo Garrone den Preis für die beste internationale Literaturverfilmung erhalten. Die mit 10.000 Euro dotierte Auszeichnung wurde Saviano am 17. Oktober 2008 in der Alten Oper überreicht, wobei Volker Schlöndorff die Laudatio hielt. Beim Filmfest München 2008 wurde Gomorrha als bester internationaler Film mit dem Arri-Zeiss-Preis ausgezeichnet. Die Jury begründete ihr Urteil damit, dass der Film ein „beängstigendes Porträt einer Gemeinschaft in unserer heutigen Zeit“ zeichnet.
Der Film erhielt bei der Golden-Globe-Verleihung 2009 eine Nominierung in der Kategorie Bester fremdsprachiger Film.

## Verbreitung und Nachgeschichte
Während der Dreharbeiten sind mit einer Videokamera bzw. einem Videohandy verschiedene Szenen heimlich gefilmt und bei YouTube eingestellt worden. Durch fingierte Titel wurde dabei absichtlich der Eindruck erweckt, es handle sich um Aufnahmen von echten Verbrechen.
Am 20. November 2008 machte die Turiner Tageszeitung La Stampa bekannt, dass die Camorra Schwarzkopien des Films zu sechs Euro pro DVD einige Wochen vor dem offiziellen Marktverkauf anbietet. Allgemein lasse die "Camorra-AG" (s. Artikel) in China Schwarzkopien herstellen, wo sie Geld aus kriminellen Geschäften investiere.
Anfang Januar 2009 wurde bekannt, dass im Herbst 2008 die beiden Schauspieler Bernardino Terracciano und Salvatore Fabbricino sowie um die Weihnachtszeit der Schauspieler Giovanni Venosa (als Camorra-Boss) aus dem Film Gomorrha wegen Mitgliedschaft zur Camorra sowie verschiedener Straftaten verhaftet wurden. Bei den drei Verhafteten handelt es sich um bereits vorbestrafte Camorra-Mitglieder, die nach ihrer Filmerfahrung ihren gewohnten kriminellen Tätigkeiten nachgegangen sind, unter anderem Drogenhandel und dem Eintreiben von Schutzgeld.